# Château de Caramagne

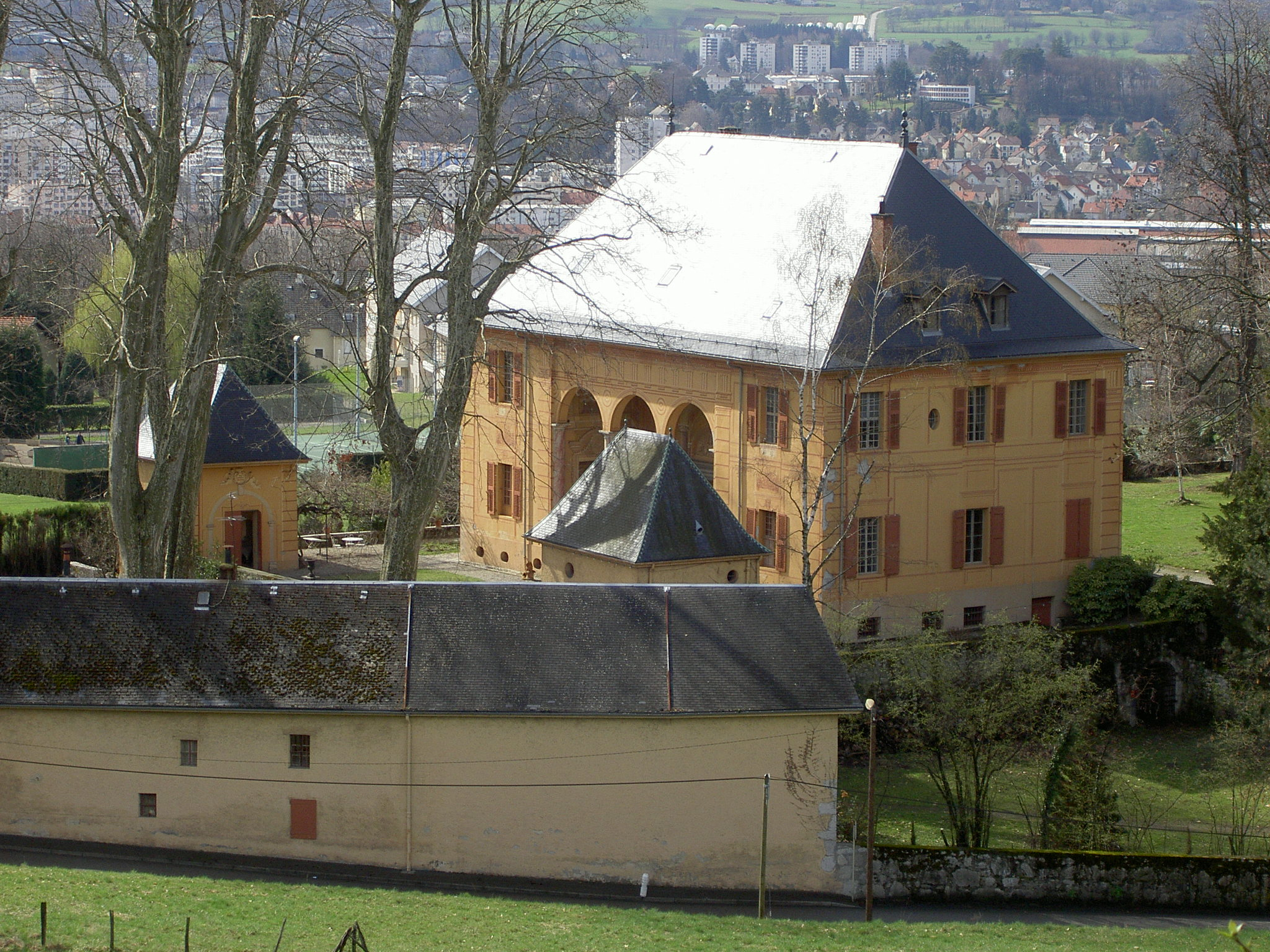
El Castillo de Caramagne

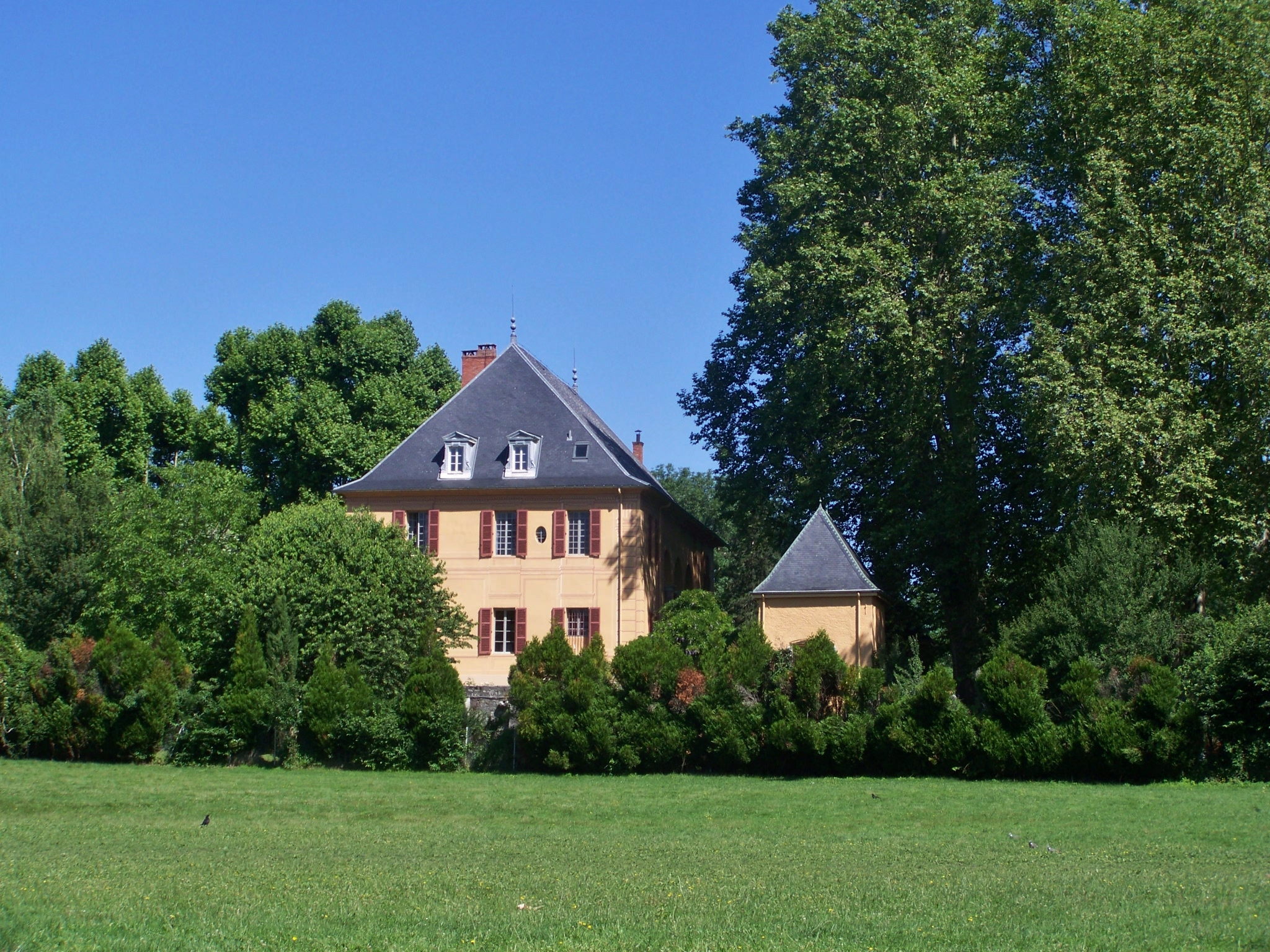
El castillo visto del parque de los Cedros.

El Castillo de Caramagne es un sitio privado ubicado en Francia, también llamado Villa Caramagne, en el municipio de Chambéry, departamento de Saboya en la región de Auvernia-Ródano-Alpes. El castillo está inscrito de manera parcial en la lista de los monumentos históricos de Francia desde el 3 de enero de 1963.

## Ubicación
El castillo fue edificado en la cumbre del cerro de la Boisse en las afueras de la ciudad de Chambéry, ubicada más al sur. En la actualidad  el castillo está ubicado en la calle de Saint Ombre que conecta el actual barrio de Chantemerle al viejo caserío de Chambéry-le-Vieux.El cerro sobre el cual está construido, antaño esencialmente conformado de prados y de campos, ha sido progresivamente urbanizado. 

## Datos históricos
El origen del viejo castillo es mucho más antiguo de lo que aparenta: se remonta al siglo XVI. Bernadino Becchi, un jurista lugareño nacido en el pequeño pueblo de Caramagna en el Piamonte italiano, fue el constructor original.  La propiedad pasó luego a propiedad de la familia de las Bertrand de la Pérouse, después a Frédéric de Bellegarde en 1783. La decoración del gran salón (final XVIII) como aquella de las fachadas habría sido realizada  por artistas del Piamonte italiano en la época de este último dueño,.
En 1812, un militar, Joseph Gillet, tomó posesión de la casa, pero la alquiló en 1820 a la marquesa de La Pierre, una inglesa casada a un personaje del lugar, y después a una de sus compatriotas, la señora Birch.
El poeta Alphonse de Lamartine conoció en 1819 a la hija de esta, Marianne Elisa Birch. Un año más tarde, se casaron en el castillo. El gran salón - adornado con decoraciones en estuco – fue el lugar donde se celebró la boda el 25 de mayo de 1820.

### El castillo
Una columnata de mármol sostiene la loggia dándole el sabor de los palacios italianos. A las extremidades de la loggia, dos grupos que imitan la escultura figuran el rapto de Déjanire por el centauro Nessus, a la izquierda, y el rapto de Europa por Júpiter, a la derecha Se puede admirar un techo recubierto de estuco con volutas y el conjunto dispuesto en torno a una bóveda ubicada al centro de la pieza. Se ha usado el Castillo como parte de los sitios en los que se desarrolla anualmente el festival musical conocido como Las noches románticas del Lago Bourget.